# Horace (Kansas)
Horace is een plaats (city) in de Amerikaanse staat Kansas, en valt bestuurlijk gezien onder Greeley County.

## Demografie
Bij de volkstelling in 2000 werd het aantal inwoners vastgesteld op 143.
In 2006 is het aantal inwoners door het United States Census Bureau geschat op 127, een daling van 16 (-11,2%).

## Geografie
Volgens het United States Census Bureau beslaat de plaats een oppervlakte van
0,6 km², geheel bestaande uit land. Horace ligt op ongeveer 628 m boven zeeniveau.

## Plaatsen in de nabije omgeving
De onderstaande figuur toont nabijgelegen plaatsen in een straal van 48 km rond Horace.